# Martinez Lake
Martinez Lake – jednostka osadnicza w Stanach Zjednoczonych, w stanie Arizona, w hrabstwie Yuma.